# ادوارد آبراهامیان (آهنگساز)
ادوارد آصلانی آبراهامیان (ارمنی: Էդուարդ Ասլանի Աբրահամյան؛ انگلیسی: Abrahamian Eduard Aslani زادهٔ ۲۲ مهٔ ۱۹۲۳ - درگذشته ۲۰ دسامبر ۱۹۸۶) آهنگساز، نوازنده پیانو و استاد دانشگاه اهل ارمنستان بود. وی بین سال‌های - تا - میلادی فعالیت می‌کرد.

## زندگی‌نامه
وی در ۱۹۲۳ در تفلیس به دنیا آمد و از کنسرواتوار دولتی وانو ساراجیشویلی تفلیس (۱۹۵۰) فارغ‌التحصیل گشت. وی در کنسرواتوار دولتی کومیتاس ایروان فعالیت می‌کرد. همچنین برندهٔ جوایزی همچون هنرمند شایسته ارمنستان شوروی (۱۹۶۶) شده است. وی در ۱۹۸۶ در سن ۶۳ سالگی در ایروان درگذشت.